# Alberto III di Sassonia
Alberto III di Sassonia, detto il Coraggioso (Grimma, 27 gennaio 1443 – Emden, 12 settembre 1500), è stato duca di Sassonia e governatore della Frisia. Fondò la linea Albertina della Casa di Wettin, dalla quale provenivano i Re di Sassonia.

## Biografia
Era il terzo e il figlio più giovane (ma quinto figlio in ordine di nascita) di Federico II, e di sua moglie, Margherita d'Austria, sorella di Federico III d'Asburgo.
Dopo la fuga dalle mani di Kunz von Kaufungen, che lo aveva rapito insieme al fratello Ernesto, ha trascorso qualche tempo presso la corte dell'imperatore Federico III a Vienna.

## Discendenza
Sposò, l'11 novembre 1464 a Cheb, Sidonia di Boemia, figlia di Giorgio di Boemia.
Dalla loro unione nacquero:
- Caterina di Sassonia (24 luglio 1468-10 febbraio 1524), sposò nel 1484 Sigismondo d'Austria e nel 1497 Eric I di Brunswick-Lüneburg;
- Giorgio (1471-1539);
- Enrico (1473-1541);
- Federico (1473-1510)
- Anna (Dresda, 3 agosto 1478 – Dresda, 1479);
- Figlio nato morto (1479);
- Ludovico (Torgau, 28 settembre 1481 – Torgau ?, pochi giorni dopo la nascita o giovane nel 1498);
- Giovanni (n. e m. Torgau, 24 giugno 1484);
- Giovanni (Torgau, 2 dicembre 1498 – Torgau ?, pochi giorni dopo o giovane nel settembre dello stesso anno del fratello Ludovico).

Dopo la morte del padre nel 1464, Alberto ed Ernesto governarono loro terre insieme, ma nel 1485 con il Trattato di Lipsia ci fu una divisione dei territori dove Alberto ricevette Meißen.
Considerato un soldato capace dall'imperatore, Alberto, nel 1475, ebbe un ruolo di primo piano nella campagna contro Carlo il Temerario, duca di Borgogna, e nel 1487 guidò una spedizione contro Mattia Corvino, re d'Ungheria, che non ebbe esito a causa della mancanza di sostegno da parte dell'imperatore.
Nel 1488 è stato nominato Governatore della Paesi Bassi (fino al 1493), e marciò con le forze imperiali per liberare l'imperatore Massimiliano dalla prigionia a Bruges. Riuscì a ripristinare l'autorità di Massimiliano in Olanda, Fiandre e Brabante, ma non è riuscito ad ottenere il rimborso delle ingenti somme di denaro che aveva speso in queste campagne.
I suoi servizi sono stati premiati nel 1498, quando Massimiliano gli concesse il titolo di governatore ereditario della Frisia, ponendo fine all'autonomia amministrativa dell'area denominata Libertà Frisona.

## Morte
Morì il 12 settembre 1500 a Emden. Fu sepolto a Meißen.

## Ascendenza
|                                |                        |                              | Genitori                              |  |  | Nonni |  |  | Bisnonni               |  |  | Trisnonni             |  |
|                                |                        |                              |                                       |  |  |       |  |  | Federico III di Meißen |  |  | Federico II di Meißen |  |
|                                |                        |                              |                                       |  |  |       |  |  | Federico III di Meißen |  |  | Federico II di Meißen |  |
|                                |                        | Matilde di Baviera           |                                       |  |  |       |  |  | Federico III di Meißen |  |  |                       |  |
| Federico I di Sassonia         |                        |                              |                                       |  |  |       |  |  | Federico III di Meißen |  |  |                       |  |
|                                |                        | Caterina di Henneberg        | Enrico VIII di Henneberg-Schleusingen |  |  |       |  |  |                        |  |  |                       |  |
|                                |                        | Caterina di Henneberg        | Enrico VIII di Henneberg-Schleusingen |  |  |       |  |  |                        |  |  |                       |  |
|                                |                        | Caterina di Henneberg        | Jutta di Brandeburgo                  |  |  |       |  |  |                        |  |  |                       |  |
| Federico II di Sassonia        |                        | Caterina di Henneberg        |                                       |  |  |       |  |  |                        |  |  |                       |  |
|                                |                        | Enrico di Brunswick-Lüneburg | Magnus II di Brunswick-Wolfenbüttel   |  |  |       |  |  |                        |  |  |                       |  |
|                                |                        | Enrico di Brunswick-Lüneburg | Magnus II di Brunswick-Wolfenbüttel   |  |  |       |  |  |                        |  |  |                       |  |
|                                |                        | Enrico di Brunswick-Lüneburg | Caterina di Anhalt-Bernburg           |  |  |       |  |  |                        |  |  |                       |  |
| Caterina di Brunswick-Lüneburg |                        | Enrico di Brunswick-Lüneburg |                                       |  |  |       |  |  |                        |  |  |                       |  |
|                                |                        | Sofia di Pomerania           | Vratislavo VI di Pomerania            |  |  |       |  |  |                        |  |  |                       |  |
|                                |                        | Sofia di Pomerania           | Vratislavo VI di Pomerania            |  |  |       |  |  |                        |  |  |                       |  |
|                                |                        | Sofia di Pomerania           | Anna di Meclemburgo-Stargard          |  |  |       |  |  |                        |  |  |                       |  |
| Alberto III di Sassonia        |                        | Sofia di Pomerania           |                                       |  |  |       |  |  |                        |  |  |                       |  |
|                                | Leopoldo III d'Asburgo | Alberto II d'Asburgo         |                                       |  |  |       |  |  |                        |  |  |                       |  |
|                                | Leopoldo III d'Asburgo | Alberto II d'Asburgo         |                                       |  |  |       |  |  |                        |  |  |                       |  |
|                                | Leopoldo III d'Asburgo | Giovanna di Pfirt            |                                       |  |  |       |  |  |                        |  |  |                       |  |
| Ernesto I d'Asburgo            | Leopoldo III d'Asburgo |                              |                                       |  |  |       |  |  |                        |  |  |                       |  |
|                                |                        | Verde Visconti               | Bernabò Visconti                      |  |  |       |  |  |                        |  |  |                       |  |
|                                |                        | Verde Visconti               | Bernabò Visconti                      |  |  |       |  |  |                        |  |  |                       |  |
|                                |                        | Verde Visconti               | Regina della Scala                    |  |  |       |  |  |                        |  |  |                       |  |
| Margherita d'Austria           |                        | Verde Visconti               |                                       |  |  |       |  |  |                        |  |  |                       |  |
|                                |                        | Siemowit IV di Masovia       | Siemowit III di Masovia               |  |  |       |  |  |                        |  |  |                       |  |
|                                |                        | Siemowit IV di Masovia       | Siemowit III di Masovia               |  |  |       |  |  |                        |  |  |                       |  |
|                                |                        | Siemowit IV di Masovia       | Eufemia di Opava                      |  |  |       |  |  |                        |  |  |                       |  |
| Cimburga di Masovia            |                        | Siemowit IV di Masovia       |                                       |  |  |       |  |  |                        |  |  |                       |  |
|                                |                        | Alessandra di Lituania       | Algirdas di Lituania                  |  |  |       |  |  |                        |  |  |                       |  |
|                                |                        | Alessandra di Lituania       | Algirdas di Lituania                  |  |  |       |  |  |                        |  |  |                       |  |
|                                |                        | Alessandra di Lituania       | Uliana di Tver'                       |  |  |       |  |  |                        |  |  |                       |  |
|                                |                        | Alessandra di Lituania       |                                       |  |  |       |  |  |                        |  |  |                       |  |